# Doberschütz
Doberschütz ist eine Gemeinde im Landkreis Nordsachsen in Sachsen.

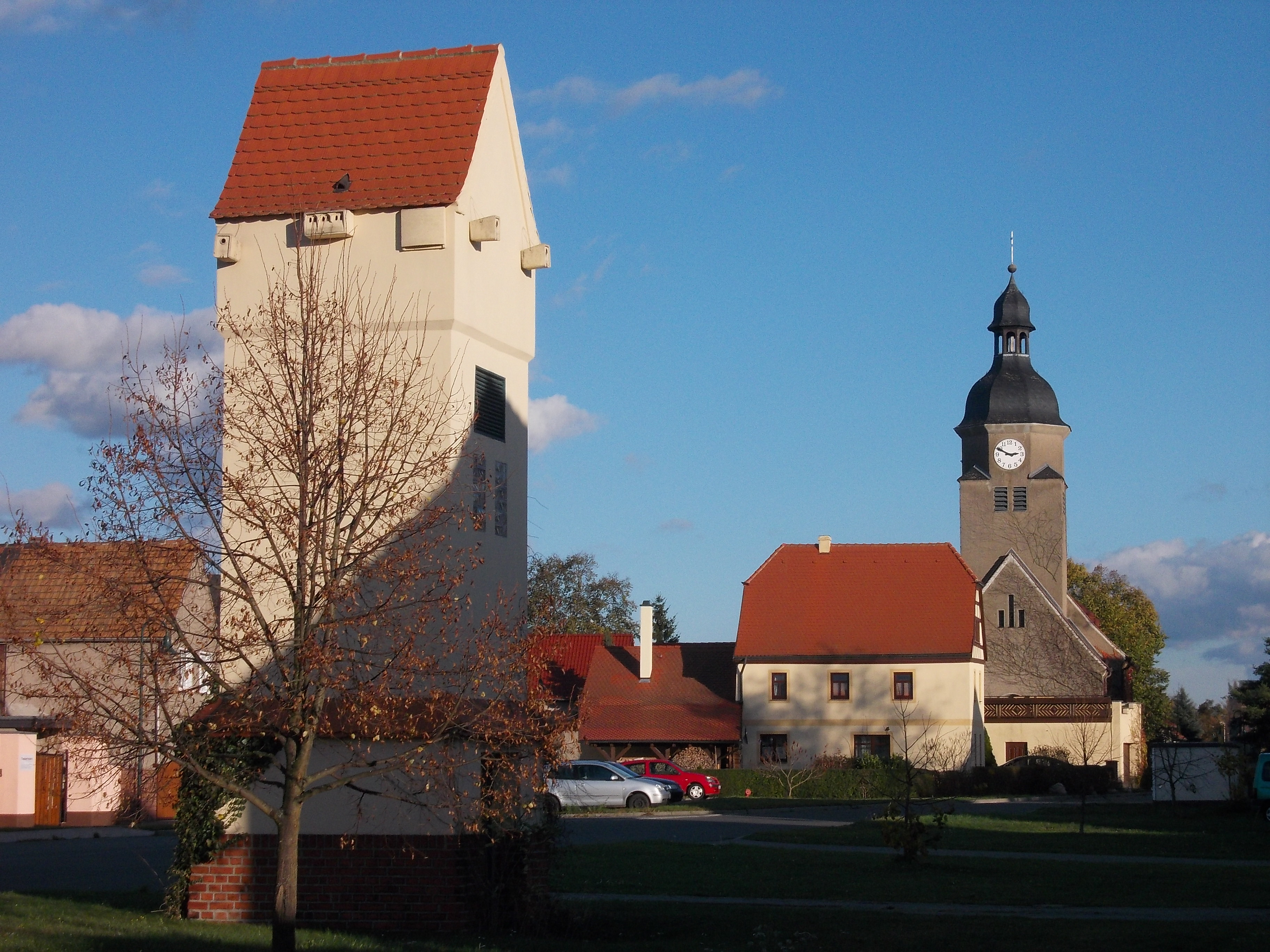
Ortsmitte Doberschütz mit Kirche

## Geographie
Die Gemeinde Doberschütz liegt ca. 10 km östlich von Eilenburg. Die Gemeinde befindet sich an der Südseite der Dübener Heide am Schwarzbach. Im Westen an der Grenze zur Stadt Eilenburg befindet sich im Ortsteil Sprotta-Siedlung ein großer Kiessee, der als Naherholungsgebiet genutzt wird. Im Nordwesten beim Ortsteil Mörtitz grenzt die Gemeinde an das Muldetal.

### Gemeindegliederung
| Ortschaft   | Ortsteile                        |
| ----------- | -------------------------------- |
| Battaune    | Battaune                         |
| Doberschütz | Doberschütz                      |
| Mörtitz     | Mensdorf, Mörtitz und Rote Jahne |
| Paschwitz   | Bunitz, Mölbitz und Paschwitz    |
| Sprotta     | Sprotta, Sprotta-Siedlung        |
| Wöllnau     | Wöllnau                          |

## Geschichte
Doberschütz wird erstmals im Jahr 1314 urkundlich erwähnt, der Ortsteil Battaune schon um das Jahr 1000. Die Orte sind, wie aus den Namen ersichtlich, allesamt sorbischen Ursprungs. Doberschütz gehörte bis 1815 zum kursächsischen bzw. königlich-sächsischen Amt Eilenburg. Der Forst Doberschütz war geteilt. Während der westliche Teil ebenfalls zum Amt Eilenburg gehörte, lag der östliche Teil im Amt Torgau. Durch die Beschlüsse des Wiener Kongresses kam Doberschütz im Jahr 1815 zu Preußen und wurde 1816 dem Kreis Delitzsch im Regierungsbezirk Merseburg der Provinz Sachsen zugeteilt, zu dem der Ort bis 1952 gehörte. Dabei wurde der westliche Teil des Doberschützer Forsts ebenfalls dem preußischen Kreis Delitzsch angeschlossen, der östliche Teil kam zum preußischen Kreis Torgau.
Im Zuge der zweiten Kreisreform in der DDR im Jahr 1952 wurde Doberschütz dem Kreis Eilenburg im Bezirk Leipzig angeschlossen, welcher 1994 im Landkreis Delitzsch aufging. Die Gemeinden Battaune, Doberschütz, Mörtitz, Paschwitz, Sprotta und Wöllnau schlossen sich am 1. Januar 1996 zur Gemeinde Doberschütz zusammen.

### Eingemeindungen
| Ehemalige Gemeinde | Datum          | Anmerkung                                                                                         |
| ------------------ | -------------- | ------------------------------------------------------------------------------------------------- |
| Battaune           | 1. Januar 1996 | Zusammenschluss zu Doberschütz                                                                    |
| Bunitz             | 1. Juli 1950   | Eingemeindung nach Paschwitz                                                                      |
| Doberschütz        | 1. Januar 1996 | Zusammenschluss zu Doberschütz                                                                    |
| Mensdorf           | 1. April 1936  | Eingemeindung nach Mörtitz                                                                        |
| Mölbitz            | 1. Januar 1973 | Eingemeindung nach Paschwitz                                                                      |
| Mörtitz            | 1. Januar 1996 | Zusammenschluss zu Doberschütz                                                                    |
| Paschwitz          | 1. Januar 1996 | Zusammenschluss zu Doberschütz                                                                    |
| Rote Jahne         | 1. April 1936  | Eingemeindung mit Mensdorf nach Mörtitz, seit dem 8. November 2002 als neuer Ortsteil ausgewiesen |
| Sprotta            | 1. Januar 1996 | Zusammenschluss zu Doberschütz                                                                    |
| Wöllnau            | 1. Januar 1996 | Zusammenschluss zu Doberschütz                                                                    |

### Einwohnerentwicklung
Entwicklung der Einwohnerzahl (ab 2000 Stichtag 31. Dezember):
| Jahr | Einwohner |
| ---- | --------- |
| 1990 | 3.900 *   |
| 2000 | 4.710     |
| 2005 | 4.499     |
| 2007 | 4.440     |
| 2012 | 4.146     |
| 2013 | 4.123     |

* 3. Oktober

## Politik

### Gemeinderat
Die Kommunalwahl am 9. Juni 2024 war die letzte Wahl der Gemeindevertretung von Doberschütz. Eine Übersicht über diese und vergangene Wahlen gibt die Tabelle:
- SPD: 1
- UWOM: 2
- FS!: 2
- BD: 2
- OuS: 1
- SHV: 1
- CDU: 3
- AfD: 3

Ein Sitz der AfD bleibt unbesetzt. Der Gemeinderat verkleinert sich entsprechend.
| Partei/Liste                                               | 2024 | 2024  | 2019 | 2019  | 2014 | 2014  |
| Partei/Liste                                               | %    | Sitze | %    | Sitze | %    | Sitze |
| ---------------------------------------------------------- | ---- | ----- | ---- | ----- | ---- | ----- |
| AfD                                                        | 24,5 | 3     | 13,4 | 1     | –    | –     |
| CDU                                                        | 18,0 | 3     | 24,6 | 5     | 34,2 | 6     |
| Unabhängige Wählervereinigung der Ortschaft Mörtitz (UWOM) | 11,1 | 2     | 10,6 | 2     | 5,0  | –     |
| Freie Stimme! (FS!)                                        | 10,9 | 2     | 11,7 | 2     | 10,1 | 2     |
| Bürgerinitiative der Ortschaft Doberschütz (BD)            | 10,6 | 2     | 11,2 | 2     | 13,7 | 2     |
| SPD                                                        | 8,8  | 1     | 4,2  | –     | 5,1  | 1     |
| Öffentliche Ordnung und Sicherheit (OuS)                   | 7,8  | 1     | 8,2  | 1     | 6,5  | 1     |
| Sprottaer Heimatverein (SHV) 1                             | 6,7  | 1     | 11,3 | 2     | 10,1 | 2     |
| Linke                                                      | 1,7  | –     | –    | –     | 8,5  | 1     |
| BfB                                                        | –    | –     | 4,9  | –     | 6,7  | 1     |
| Gesamt                                                     | 100  | 15    | 100  | 15    | 100  | 16    |
| Wahlbeteiligung (in %)                                     | 74,9 | 74,9  | 69,7 | 69,7  | 58,3 | 58,3  |

### Bürgermeister
Zwischen März 2024 und Dezember 2024 war Holger Schmidt (SPD) neuer Bürgermeister und löste somit Roland Märtz (CDU) ab. Nach Schmidts Rücktritt war das Amt bis zur Wahl von Andreas Mählmann im Jahr 2025 unbesetzt.
| Wahl | Bürgermeister     | Vorschlag | Wahlergebnis (in %) |
| ---- | ----------------- | --------- | ------------------- |
| 2025 | Andreas Mählmann  | CDU       | 59,6                |
| 2024 | Holger Schmidt    | SPD       | 45,9                |
| 2017 | Roland Märtz      | CDU       | 53,7                |
| 2015 | Roland Märtz      | CDU       | 83,2                |
| 2003 | Roland Märtz      | CDU       | 81,2                |
| 1994 | Rudolf Tschiersch | BI D      | 52,4                |

### Wappen
Blasonierung: „In Silber schwebend über einem oben gedornten blauen Wellenschildfuß, worin sechs 3:2:1 gestellte goldene Sterne, ein grüner Laubbaum.“

Wappen der Gemeinde Doberschütz

## Sehenswürdigkeiten
→ siehe auch: Liste der Kulturdenkmale in Doberschütz
- Witrowberg in Paschwitz
- Turmwindmühle Friedemann in Paschwitz aus dem Jahr 1883, bis 1998 aktiv
- Dorfkirche Battaune mit spätgotischen Schnitzaltar und wertvoller Wandmalerei
- Ortsteil Winkelmühle (Wöllnau) mit dem kleinsten öffentlichen Waldfriedhof Europas

### Naturschutz
- Naturpark Dübener Heide
- Siehe auch: Liste der Naturdenkmale in Doberschütz

## Sport
- Fußballverein für Jugendliche, mit dem Namen „SV Frisch auf Doberschütz 1892“
- Herrenfußballmannschaft
- Frauenfußballmannschaft
- Einradverein (für Jugendliche)

## Persönlichkeiten
- Manfred Grieser (* 1938 in Bunitz), DDR-Meister im Diskuswurf

## Verkehr
Die B 87 und die Bahnstrecke Halle–Cottbus führen durch die Gemeinde. Der Haltepunkt Doberschütz wird von der Linie S4 der S-Bahn Mitteldeutschland bedient.
Im Ortsteil Rote Jahne befand sich ein Militärflugplatz, auf dem früher die sehr erfolgreichen Fallschirmspringer des FSC Dynamo Eilenburg trainierten. Allerdings gab es dort nicht nur diese sportliche Aktivität. In der Zeit des Zweiten Weltkrieges wurde dieser Flugplatz militärisch genutzt und war gegen Kriegsende öfters Ziel der gegnerischen Luftwaffe.